# George Garratly
George Garratly (tháng 10 năm 1888 – sau 1919) là một cầu thủ bóng đá thi đấu ở Football League cho Wolverhampton Wanderers. Ông cũng là cầu thủ khách mời thời chiến cho Stoke